# Иллюстрированная Конституция России
«Иллюстрированная Конституция России» («Иллюстрированная Конституция Российской Федерации») — книга Натальи Худяковой и Максима Горелова, выходившая в России тремя тиражами с 2012 по 2014 годы.

## Описание
«Иллюстрированная Конституция» — негосударственный проект, книга издателя Максима Горелова с иллюстрациями творческого руководителя Натальи Худяковой; специфический комикс и сувенир. В основу этой своеобразной «Конституции в картинках» входил текст Конституции России на русском языке с учётом изменений, внесённых законами Федерации о поправках к Конституции Российской Федерации от 30 декабря 2008 г. № 6-ФКЗ, от 30 декабря 2008 г. № 7-ФКЗ и от 5 февраля 2014 года № 2-ФКЗ, а также его официальный перевод на английский язык. Русскоязычная часть книги была постатейно проиллюстрирована цветными изображениями и схемами, выполненными преимущественно в инфографике, элементы которой стилизованы под русский национальный стиль, англоязычная часть издания имеет текстовый вид.

## Выставки и награды книги
- 2009 — IV Международный конкурс «Современное искусство и образование»[9], диплом лауреата[10] конкурса, первая премия в номинации «Дизайн» (графический дизайн) за проект книги «Иллюстрированная Конституция»[11].
- 2011 — VI Международный конкурс «Музы мира», диплом дипломанта в номинации «Дизайн» за учебные плакаты на основе иллюстраций к книге «Иллюстрированная Конституция Российской Федерации»[12].
- 2013 — Второй Всероссийский Конкурс инновационных работ студентов, аспирантов, молодых ученых и специалистов «Борис Ельцин — Новая Россия — Мир», гран-при[13][14][15] в категории социальные проекты за первое издание книги «Иллюстрированная Конституция Российской Федерации»[16].
- 2013 — антипремия «Абзац»: «Почётная безграмота» за «особо циничное преступление против российской словесности»[17], в 2013 году «Иллюстрированная Конституция» входила в рейтинг самых востребованных книг, по версии магазина «Все свободны»[18], она возглавляла продажи правовых изданий[19]:

«Любопытно, что эта книга вскоре после поступления в продажу возглавила рейтинг магазина „Москва“ в том разделе, где продаются тексты кодексов».— «Абзац» в картинках, «Газета.Ру», 2013.

## Отзывы и критика

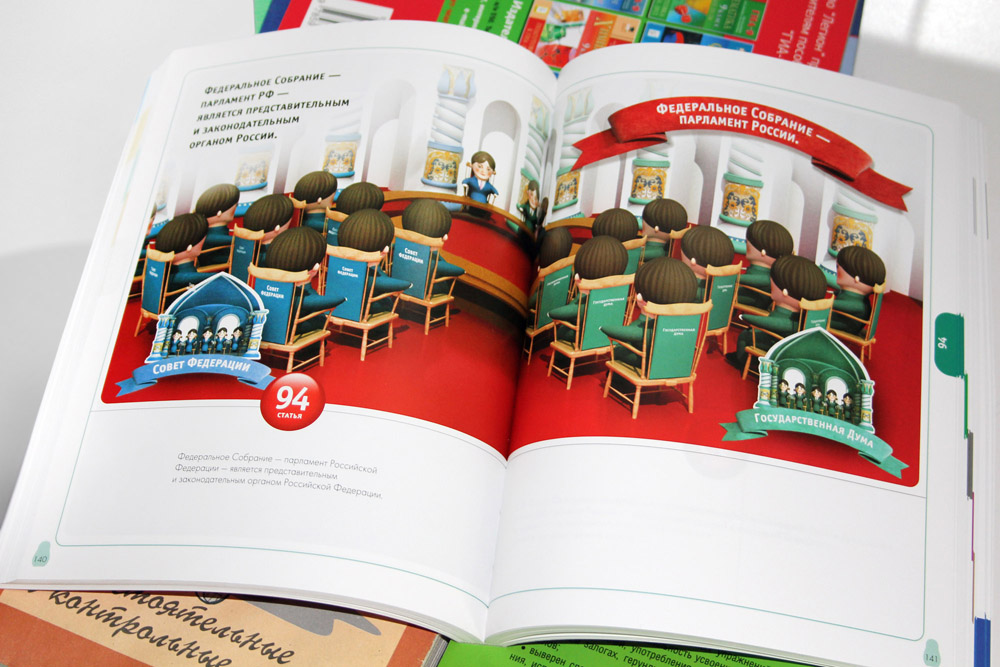
Федеральное собрание РФ

Книга вызвала разнообразные отзывы, в том числе политиков (Г. Э. Бурбулис, Н. И. Ельцина), порой критические, литераторов (А. М. Набоков, СМИ (канал и радио «Культура», «РИА Новости», «Город 812», «Учительская газета», «Независимая газета», телеканал Совета Федерации «Вместе-РФ», «Мобильный репортер» и даже «Теряйка»).
- В материале, посвящённому  антипремии «Абзац» 2013 года, газета «Книжное обозрение» разместила комментарий издателя и так сама прокомментировала получение книгой награды «Почётная безграмота»:

В этом году обладателем её (премии «Абзац») стала книга весьма необычная. Дело в том, что к её тексту — никаких претензий, ведь это не что иное, как Конституция Российской Федерации. Точнее, «Иллюстрированная Конституция России» в художественном оформлении Натальи Худяковой и Максима Горелова (издатель М. Ю. Горелов, 2012). Как говорит мудрый Интернет, единожды увиденное нельзя развидеть обратно… Итак, что же узнает о своей стране юный гражданин, вздумавший ознакомиться с Конституцией РФ при помощи этого богато иллюстрированного издания? Он узнает, что Россия населена матрешками. Возжелав ознакомиться со своими правами на медпомощь, юный гражданин узнает, что у матрешек есть скелет. А об охране окружающей среды узнает, что представляет она собой… попытку полить дерево, которое выдирает из земли медведь? К тому же если верить «Иллюстрированной Конституции», все чиновники РФ являются клонами, а у президента шесть рук, и государственную деятельность он осуществляет при помощи волшебной палочки. Как-то, мягко говоря, непатриотично получается.— «Книжное обозрение» №6 (2356), статья «Из жизни Элвиса и матрешек», рубрика «Событие», 2013.
- В 2014 году издатель «Иллюстрированной Конституции России» попросил удалить книгу из лонг-листа премии «Просветитель»[28] фонда «Династия», с мая 2015 года фонд «Династия» был занесён в реестр организаций, выполняющих функции «иностранных агентов»:

Я категорически против поддержки вами спектаклей пропагандирующих гомосексуализм среди несовершеннолетних и не разделяю акцию устроителей премии «Просветитель» по бойкоту «IX Московского международного открытого книжного фестиваля» из-за запрета подобных театрализированных вертепов. Я сам бойкотирую таких бойкотирующих.— Издатель М. Ю. Горелов
- В 2018 году протоиерей Артемий Литвинов, на заседании синодального отдела по делам молодёжи[30], провел аналогии между иллюстрированными изданиями Выборгской епархии и «Иллюстрированной Конституции России» выпуска 2012 года[31], призывая оценивать их серьезной литературой[32] и не считать комиксами[33]. В том же году журнал «Татьянин день»[34], как и ранее некоторые другие издания, к примеру, «Московский комсомолец»[35], называл конституцию в картинках комиксом.
- В конце 2015 года издатель был осуждён, а художник уезжала на долгое время; по инициативе "Ассоциации юристов России“ и спикера Госдумы Вячеслава Володина с 2019 года некая «Конституция России в стихах и картинках для детей» должна была выпускаться правительственными структурами[36] при поддержке Совета Федерации[37]. После публикации многочленных критических отзывов выпуск государственного издания иллюстрированной Конституции был отложен, в частности против проекта выступили Григорий Остер, Захар Прилепин, Дмитрий Быков. Ранее, правозащитник Валерия Новодворская предупреждала издателя Максима Горелова о перспективах подобной литературы:

Можно игнорировать эти права и международные пакты можно игнорировать тоже, а что касается картинок мультипликационных, то знаете, я вам предлагаю такую картинку, которая ближе всего будет к действительности – Путин стоит ногами на этой Конституции, ее попирает или заворачивает в ней селедку - это будет хорошей иллюстрацией к тому потреблению, которая у нас Конституция имеет. Для начала, для начала Конституцию власть должна выполнять, а мультипликационные фильмы, я так думаю, что власти точно не нужны, потому что она с самого начала решила, что Конституция ей помеха, да, а народ, народ выбрал севрюжину с хреном, в результате они не будут иметь ни севрюжины, ни Конституции.
— Валерия Новодворская и Константин Боровой о «Иллюстрированной Конституции России», 2009, https://vnovodvorskaia.livejournal.com/373419.html
Президент России Владимир Путин занимал разнонаправленую, в основном критическую, позицию относительно дизайна, в целом признавая необходимость прикладных его форм, например, пошива одежды, и негативно относясь к графическому дизайну, в том к числе упаковки.
- 2021 год - покушение на издателя Горелова, нанесены два удара тупым предметом в область головы, ранее, в 2014 году, отравление, предположительно, нейролептиками.

## Образование и государственные программы

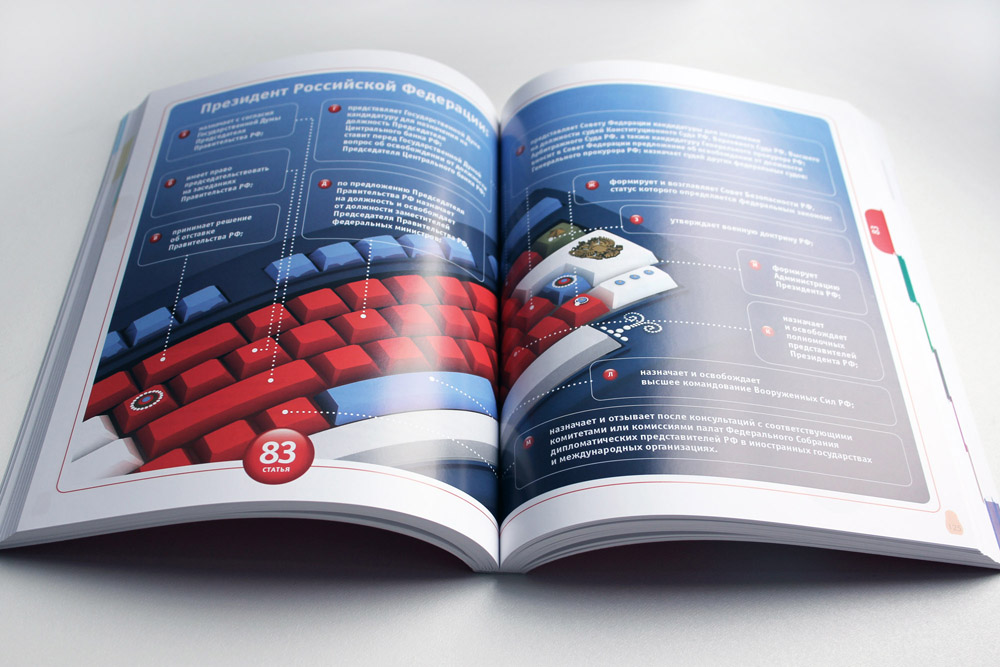
Инфографика

Второе издание «Иллюстрированной Конституции России» входило в число книг, указанных в «Методических рекомендациях по организации и проведению открытого урока в День знаний, посвященного 20-летию Конституции РФ» в образовательных учреждениях Нижегородской области. Председатель комитета по образованию, культуре, спорту и молодёжной политике Государственного Собрания — Курултая РБ Эльвира Аиткулова, в рамках Всероссийской акции Российского союза Молодёжи, вручила школьникам «Иллюстрированную Конституцию России» на церемонии получения ими паспортов. В 2014 году Председатель Законодательного собрания Санкт-Петербурга Вячеслав Макаров в Мариинском дворце вручал учащимся школ и училищ Иллюстрированную Конституцию России.

## Издания
- 2012 год (ISBN 978-5-9903543-1-9), 1-издание, «Иллюстрированная Конституция Российской Федерации», тираж 1100 экз.
- 2013 год (ISBN 978-5-9903543-2-6), 2-издание, «Иллюстрированная Конституция России» (к 20-летию Конституции)», тираж 4000 экз.
- 2014 год (ISBN 978-5-9903543-3-3), 3-издание, «Иллюстрированная Конституция России в рисунках и схемах», тираж 4000 экз.

## Иллюстрации и обложка книги

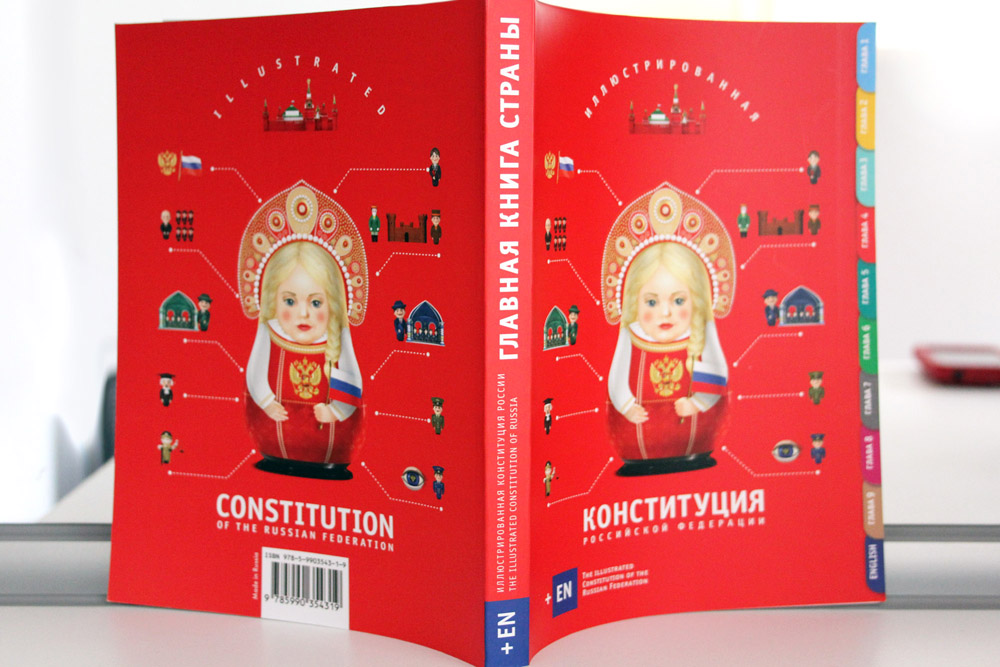
Обложка первого издания книги «Иллюстрированная Конституция России» (The illustrated constitution of the Russian Federation)
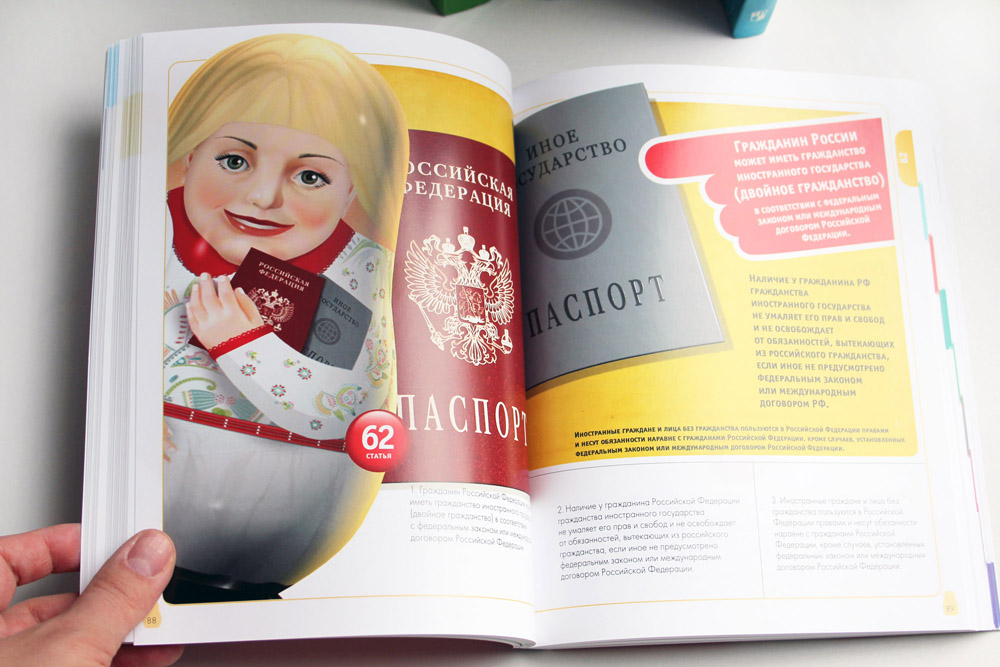
Разворот книги «Иллюстрированная Конституция России»
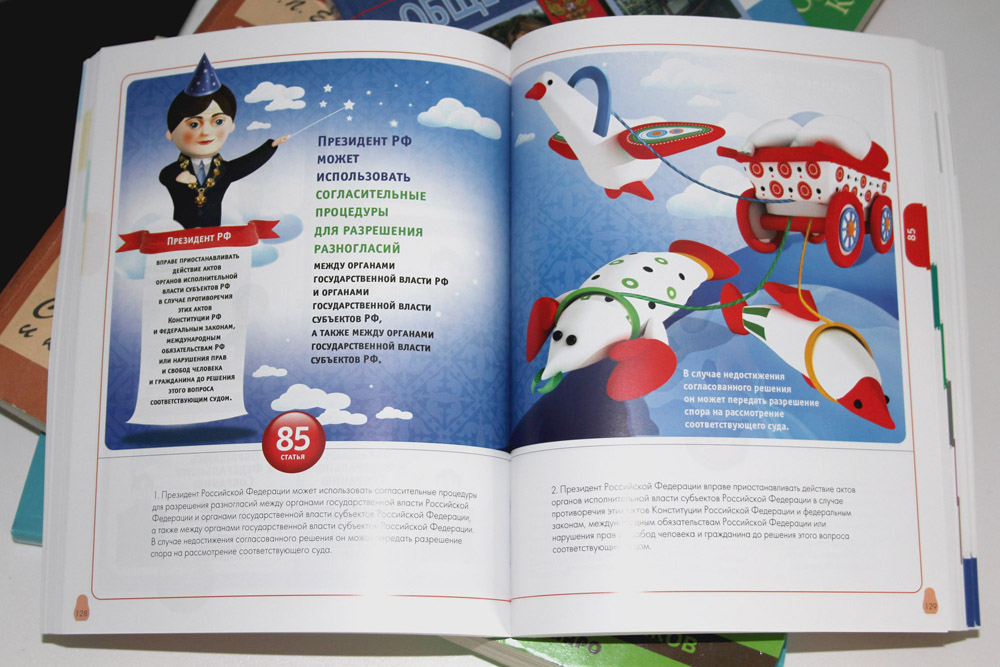
Образы Лебедя, Щуки и Рака в иллюстрациях к книге «Иллюстрированная Конституция России»